# トランペット
トランペット（英：trumpet）は、オーケストラ・吹奏楽・ジャズ・ポップス・ロックなどで広く用いられている金管楽器の一種である。略称は「Tp」など。西洋の金管楽器族の最高音域を受け持つ。同音域を演奏する同属楽器にコルネット、フリューゲルホルンがあり、多くの場合トランペット奏者が持ち替えて担当する。
トランペットのような楽器は古くは古代エジプト（ツタンカーメン王の墓からトランペットが発掘されている）から、戦闘や狩りの号令を伝える道具として用いられてきた。その後アッシリア、古代イスラエル、ギリシア、古代ローマの衰退後はアラブを経て、西洋のトランペットのルーツとなる楽器が十字軍によりヨーロッパにもたらされた。15世紀頃からは真鍮製の管を長円状に2回曲げられた形で作られるようになり、この形のものが現代まで発展した。また、中央ヨーロッパ以外の地域でも北欧のルール（ルーレ、ルーレル）、オセアニアのディジリドゥやチベットのラグドゥン、日本の法螺貝など、金管楽器として分類される楽器は世界中で使用されている。
様々な調性のものが存在するが、最も一般的なB♭管トランペットの管の長さは約1.44 m（楽器により違いがある）であり、長円状に2回曲げられていることを主な特徴とする。管は全体としては円錐形だが、全長の1/4から1/3ほどは円筒形である。元々は管の長さを変える機構はなかったが、現在はその中ほどに3つ（稀に4つ）のピストンまたはロータリー式のバルブを備え、これを押すことで気流が迂回管へと滑らかにつなぎ替わって管が長くなり、音高が下がる。発音においては、マウスピースの中で、ほとんど閉じた唇（アンブシュア）の間（アパチュア）から圧力を伴った呼気を出すことで振動を発し（バズィング）、定常波を発生させてその振動が管の中の空気を伝わり、ベルで拡散されて大きい音となる。また、息の圧力や速度を変化させることで、同じ指遣いで自然倍音列の複数の音を出すことができる。
楽器分類上は「非自由気鳴楽器」である。

## 語源
語源は貝殻の一種を意味するギリシア語のstrombosであるとされる。また、1180年頃の第3次十字軍において、獅子心王リチャード1世がシチリアで「トルンパ（Trumpa）」を献上されたとの記録があり、これがヨーロッパにおける名称の語源となったとも言われる。英語のtrumpetという語の最初の使用例は14世紀後半にあり、この語は古フランス語でtrompe「長くて、筒状の吹奏楽器（12世紀）」の小さいものを表すtrompetteに由来するとされている。なお、一部において「クラリーノ（clarino）」という名称も用いられることがあるが、この名称はクラリネットの語源となっている。

## 分類

### 管長による分類

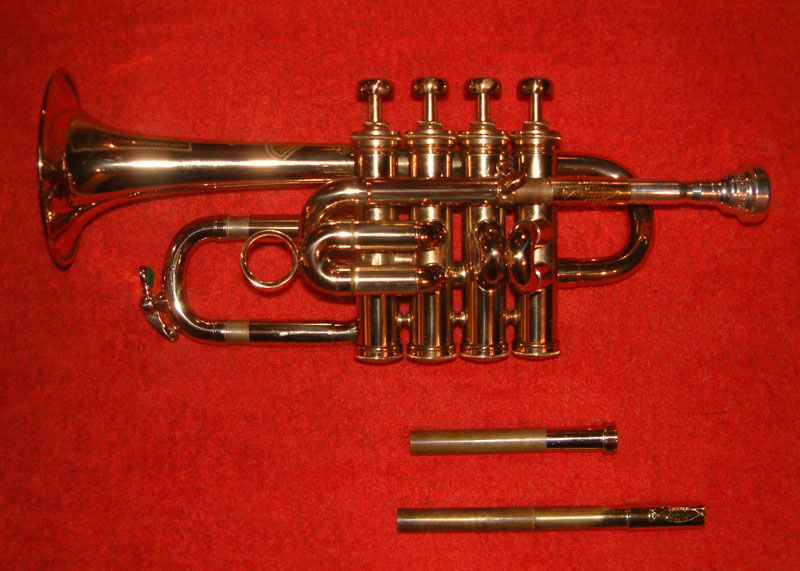
ピッコロ・トランペット。下にあるのは移調用のマウスパイプ

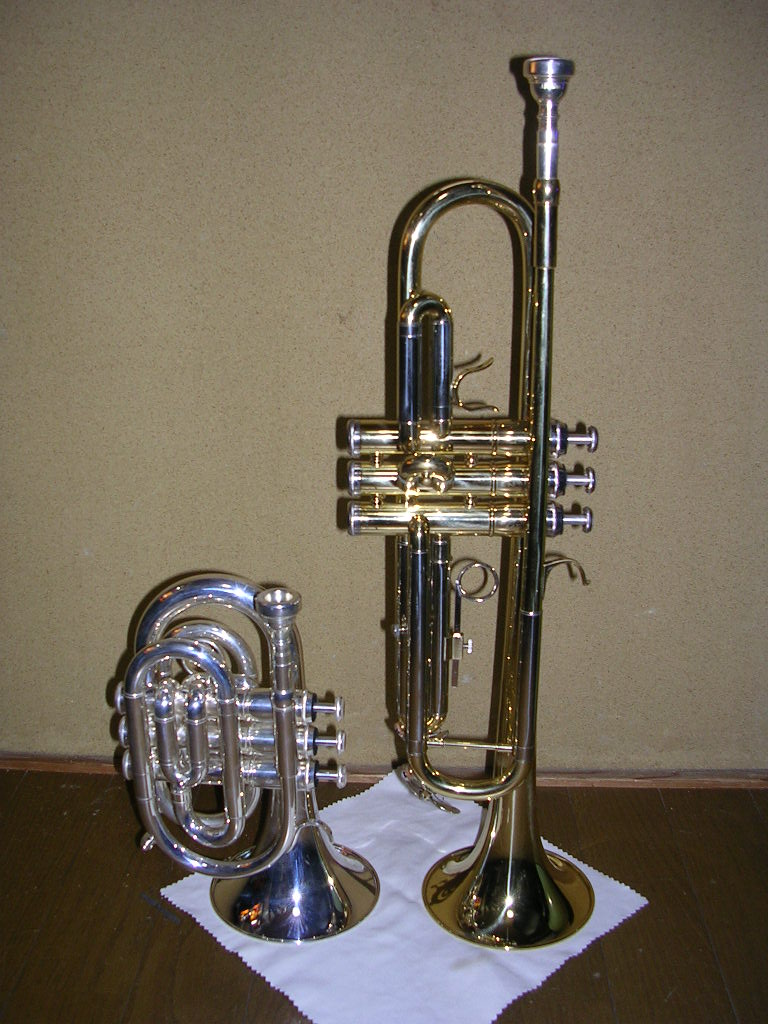
通常のトランペットとポケットトランペット（どちらもB管）

トランペットは管長の違いで調子が異なる。B♭管が最も一般的であるが、C, D, E♭, E, F, G, 低いF等の調のものがカタログに載っている。C管やE♭管、D管等はオーケストラでよく用いられ、吹奏楽およびジャズではB♭管が標準となっている。特にオーケストラ奏者は、A, B♭, C, D, E♭, E, F調で書かれた楽譜をC管あるいはB♭管で演奏する必要がある。
標準的なB♭管に対して管長が半分でおよそ一オクターブ上の音域を担当する楽器を、ピッコロトランペットと呼び、調性はC管、B♭管、A管が一般的である（大抵はオプションパーツの組み合わせで調子が変えられるようになっている）。なお、管長が半分なので基音は通常のトランペットよりも高いが、高次倍音が出しやすくなるわけではない。高音を低次倍音で出せるおかげで高音域で音程が安定したりコントロールが容易になるのが特徴である。
標準のB♭管の長さのものを二重巻きにして、サイズを小さくしたものをポケットトランペットと呼ぶ。コンパクトで携帯に便利だが、吹奏に多少の抵抗感がある。
ベルを長く前に出した楽器をファンファーレ・トランペットといい、旗が取り付けられるようになっている。同様の楽器でベルを真っ直ぐに伸ばしたものがアイーダ・トランペットである。
アメリカ式のドラム・アンド・ビューグルコーでは伝統的に、ソプラノビューグルとして低いG調のものが使用される。

### 機構による分類

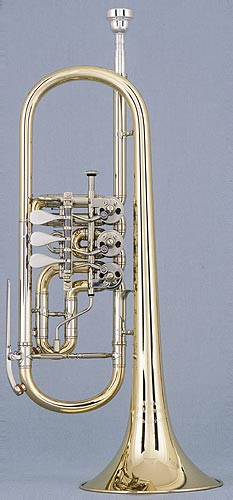
C管のロータリー・トランペット

トランペットはバルブの構造によって分類できる。
ピストン・トランペット
ピストンバルブにより管長を変化させる。日本、アメリカ、フランスなどで最も一般的に使用されているトランペット。軽快な音色で、ジャズにはこれが好まれる。ヨーロッパではジャズトランペットと呼ばれることもある。
ロータリー・トランペット
ロータリーバルブにより管長を変化させる。ドイツ、オーストリア、オランダ、北欧などでよく用いられる。重厚な音色なので、日本やアメリカのオーケストラでも演奏曲目によって用いられることがある。
スライド・トランペット
ソプラノ・トロンボーンと形状が似ており、主に19世紀のイギリスで用いられた。ポルタメントやグリッサンドを効果的に使いたい場合に用いられる。
ダブル・ベル・トランペット（ツイン・ベル・トランペット）
2つ以上の楽器の役割を1つにまとめた楽器を意味する「複合楽器」（duplex）として考案された楽器。トランペット本来のベルと上方に飛び出たベルの2つのベルを持ち、音色より音の方向性を大切にする。異なる種類の弱音器に付け換えることによって音色を瞬時に変化させることもできる。バルブによって音の出るベルを切り替える。ユーフォニアムにもこの例がある。
ナチュラル・トランペット
バルブの機構が1815年頃に発明される以前のトランペットで、円筒形の直管にベル（朝顔）が付いただけのシンプルな楽器である。単なる1本の管なので、基本的には自然倍音列しか出せない。
古くはただの長い筒であったが、ヨーロッパにおいてルネサンスの頃に管を曲げる技術が加わり、持ち運びの容易なS字型のトランペットが現れた。また、スライド・トランペットも開発され教会内で使用された。両端を180度折り曲げ環状にした一般的なナチュラル・トランペットの形状はセバスチアン・フィルディングの『音楽論』（1511年）の挿絵にその初期の姿を見ることができる。その他の形状としては、渦巻き状にしたものやハンドストップ・トランペットのようにベルに手が届くように反り返らせたものなどがある。

## 歴史

### 原初（中世まで）

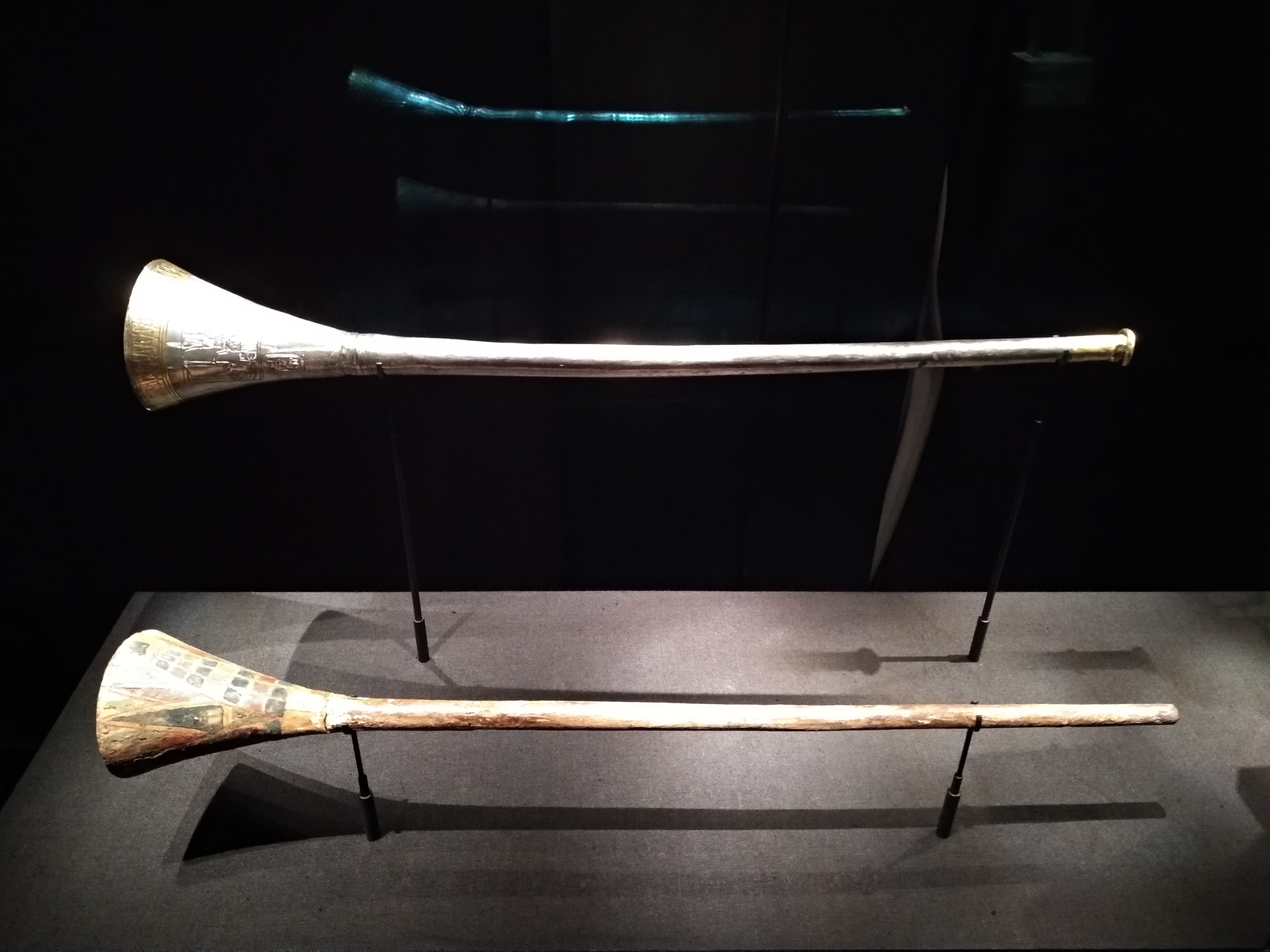
ツタンカーメン王の喇叭。銀メッキと金メッキのトランペットと木製ミュート。ツタンカーメン王の墓から出土したもの(1326–1336 BC)。

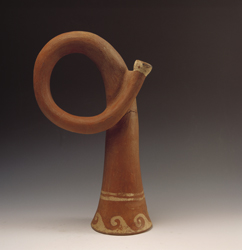
300年頃の陶製トランペット。
ペルー・リマのLarco博物館蔵

金管楽器の祖先は新石器時代のメガフォン型ラッパにさかのぼり、エジプト王朝時代には金属製の軍用ラッパがすでにあった。この時期までの楽器はホルンともトランペットとも分類できず、むしろ単にラッパの祖先と解した方が適切である。
歴史上最も古いものは、およそ3千年前のエジプトの出土品の中に見られる。材質は金、銀、青銅のほか、土器、貝、象牙、木、樹皮、竹、瓢箪などで、形や長さも様々であり、初期のトランペットには音孔やバルブ機構などはなかったので、出せる音は倍音列のみに限られていた。したがって、音階すべてを吹奏できず、主に軍事的な信号楽器として使われた。
ホルン（角笛）から分かれて、はっきりトランペットの祖先といえる楽器は、ギリシア・ローマ時代になって初めて出現する。ギリシアではサルピンクス (salpinx)、ローマではチューバ (tuba) あるいはリトゥス (lituus) と呼ばれた。この楽器は管長がすでに 1mを超え、管は角と金属を継ぎ合せて作られ、マウスピースはカップ型であった。さらに青銅器時代に北欧にはルーレル (lurer) と呼ばれる2本1組として使われるラッパもあった。この楽器の管は円錐形で、むしろコルネットの祖先に見えるが、管がS字型に曲がっていることが形の上でトランペットあるいはトロンボーンの先駆とも言える。

### 中世・ルネサンス時代
10世紀頃ヨーロッパ各地においては、ツィンク (Zink) が作られるようになっていた。この楽器は象牙または木の管に穴を開けて、倍音以外の音も出せるようにしたものである。このシステムはペルシアからヨーロッパに流れてきたといわれている。当時は2〜4つの穴が開けられていたものであったが、15から18世紀の間に、フルートからヒントを得て、表に6つと裏に1つ、計7つの穴が開けられ、音階の演奏が可能になった。ツィンクは19世紀まで用いられていた。
12世紀に入ると管を接続することが可能になる。チューバ、リトゥスはビザンチンを通ってアラビアの影響を受け、非常に長い楽器が作られるようになり、管形が円筒に近づいていった。中世初期のこの円筒形のトランペットは、クラーロ (claro) あるいはブイジーヌ (buisine) と呼ばれていた。
1240年には、イタリアのフェデリーコ2世がトゥベクタ (tubecta) という楽器を作らせた記録があり、この言葉がトロンベッタ (trombetta) あるいはその後ダンテ・アリギエーリの詩に初めて現れるトランペット (trumpet) という語の起こりである。トゥベクタもローマ時代のチューバという語の縮小形である。この楽器がどのような形であったか不明であるが、現在のトランペットにかなり近づいたS字形の管を持つ楽器は、1400年に最古の資料が残っている。
それから30年後には現代と同じ巻管のものが現れた。当時巻管のものはクラリオン (clarion)、直管のものはトロンバ (tromba) との古文献の記載があるが、前者は高音域用のトロンバ（トランペット）のことで、楽器の構造が異なるところはない。長い楽器は基音（第1倍音）が低くなるので、高次の倍音が出しやすく、バロック時代に至ると簡単なメロディーが演奏できるようになった。

### 近世

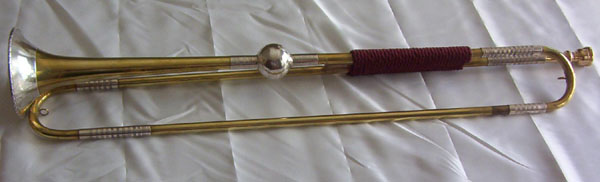
1700年製のバロック・トランペット

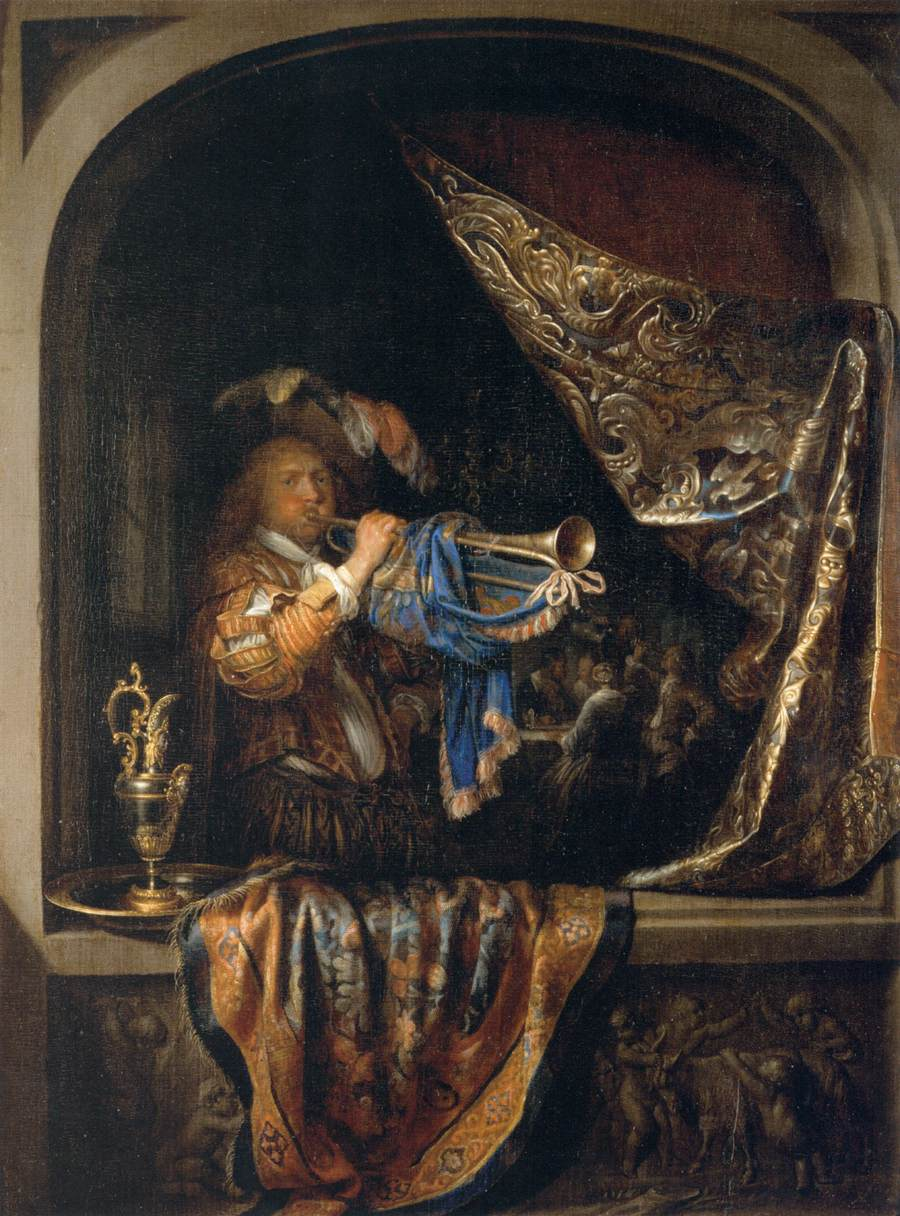
ヘラルト・ドウ作
1660年頃

16世紀に入って、トロンバ・ダ・ティラルシ（Tromba da Tirarsi, 独：Zugtrompete）という楽器ができた。これはスライド・トランペットのことで、18世紀後半までドイツの教会内で使用されたが、音程は長3度までしか下げられなかった。なお、19世紀の英国でよく用いられたトロンボーン型のスライド・トランペットとは動く部分が異なる。
また、この頃には戦場トランペット等の信号業務以外に、宮廷のトランペット楽団が各音域に分かれ、音楽的に合奏されるようになってきた。1511年の木版画には、フェルト・トランペット (felt-trumpet) とクラレータ (clareta) という2種の音域用のトランペットが描かれている。前者は低次倍音で信号業務を行う戦場トランペットであり、後者は高次倍音で野外トランペット楽団においてトップパートを担当する。高音域は音階における倍音の間隔が狭いため、協奏曲などの旋律を吹奏することができ、ドレスデンでは20人程のトランペット奏者でミサやテ・デウムが演奏されていた。この音域は17世紀には「クラリーノ (Clarino)」と呼ばれるようになり、高音域用の楽器やそのパートを指す意味にも使われる事がある。

### 近代
古典派音楽の交響曲ではトランペットはティンパニとともに祝祭的な雰囲気を盛り上げるために使われ、バロック時代とは異なり単純なファンファーレ調の音を出すに過ぎなかった。ハイドンの交響曲では通常C管とD管のナチュラルトランペットが使われ、このためにトランペット入り交響曲は調性に制約があったが、晩年のロンドン交響曲ではB♭管やE♭管のトランペットが使われている。佐伯茂樹によると、このような伝統に反するトランペットの使用は、フランス革命でトランペットのギルドが崩壊したことに起因するかもしれないという。
18世紀末にはアントン・ヴァイディンガー (Anton Weidinger) によってキー付きトランペットが考案され、ハイドンのトランペット協奏曲（1796年）やフンメルのトランペット協奏曲（1803年）は本来この楽器をソロ楽器として想定していた:224。この楽器はその後もオーストリアとイタリアの軍楽隊で使われ続け、ベッリーニのオペラ『ノルマ』（1831年）でもキー付きトランペットが指定されている:225。
19世紀はじめには管がループしてU字型のチューニングスライドを持つインヴェンション・トランペットや管体を三日月型に曲げたtrompette demi-luneが考案された:220-221。これらは管体が短く、ホルンのようにベルの中に指を入れることで音程を変えることができるようになった。シューベルトやメンデルスゾーンはインヴェンション・トランペットを使用した。
19世紀初頭、ドイツのブリューメルが、カステン・ヴェンティル (Kasten Ventil) を発明した。ヴェンティルとはドイツ語で弁のことである。この楽器は2つのバルブから出来ていて、第1バルブは1音、第2バルブは半音下げることが出来た。1825年にシェスターが作ったカステン・ヴェンティルは、すでに3つのバルブが付いている。さらに1827年にはフランス人のラバイェによってピストンが発明された。また、ウィーンではウールマンによってウィンナー・ヴェンティルが発明された。1832年にウィーンで、ヨセフ・リードルがカステン・ヴェンティルを改良し、初めてロータリー式を発明した。
そして1839年にパリにおいて、ペリネが現在のものとほとんど同じ3本ピストンのトランペットを発明し、形の上では一応完成されたが、まだ問題点が残っており、ベルリオーズやリヒャルト・ワーグナーは、この楽器の発明後もあえてナチュラル・トランペットを使い、旋律的な部分はコルネットを使用している。19世紀のバルブを持つトランペット（F管が一般的）は、管長が現代のトランペットよりも長く、現代のヘ調（F管）のアルト・トランペットと同じ長さでありながら音域はその1オクターヴ上の領域であった。ナチュラル・トランペットにバルブ装置を付けたという発想の楽器で、引き続き高次倍音を用いていたために、旋律を奏する際の音の命中率は低次倍音を使用しているコルネットに及ばなかった。
今日のトランペットは低次倍音を使用しているコルネットにその範を求めて改良開発されたものである。つまり、現代のトランペットは高音の命中率や、現代曲が要求する複雑で敏速な楽句への適応性と引き換えに、バッハ以来の高貴な、いわば「真の吹奏楽器」としての音色を犠牲にしたとも言えるのである。

## 演奏について

### 運指

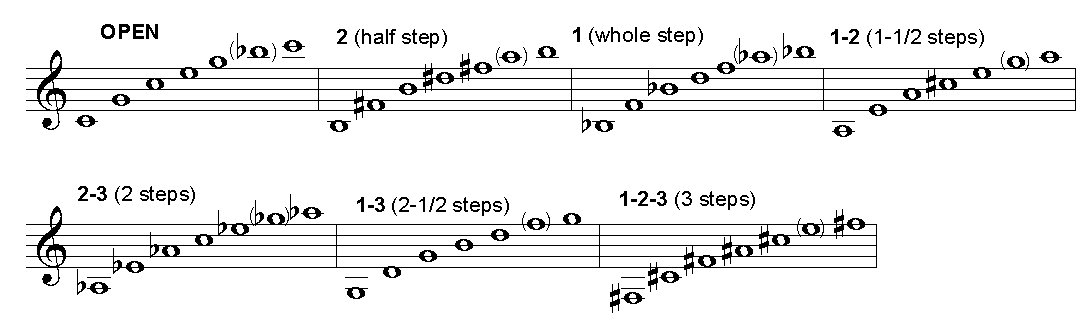

現在のトランペット（コルネット・フリューゲルホルン）では、押すべきバルブを番号で示す。すなわち、開放（バルブを押さないこと）を「0（O）」、1番バルブ（人差し指）を「1」、2番バルブ（中指）を「2」、3番バルブ（薬指）を「3」と書く。2つのバルブを押すときは「1-2」「1-3」「2-3」、3つのバルブを押すときは「1-2-3」と書く。2番バルブは半音、1番バルブは全音、3番バルブは全＋半音分（1-2バルブ分）、押すことによって音高が低くなる。4番バルブがある楽器では、これを押すことで全音２つ分（1-3バルブ分）音高が低くなる。上二線ドよりも高い音は、基本的にはオクターブ下の音の指遣いを用いる。
なお、2つ以上のバルブを押す場合、変化する管の長さだけでは正しい音高が取りにくいことがある。その場合は、各管に備えられた指掛けを用い、少しだけ管を引き出して調整する。

### ミュート
ミュートは「弱音器」ともいい、音量を減らすだけでなく音質を変化させ、音色に豊かな表情をもたらす。ミュートは多くの場合、ベルに差し込んだり覆い被せたりして用いる。主なものは下記の通り。
- ストレートミュート

素材としてはアルミ、真鍮、銅、木、プラスチック、籐などが用いられ、素材により音色が変わる。通常「ミュート」と記載されている場合はこれを用いる。
- カップミュート

ストレートミュートに傘を付けてベルを覆うようにしたもので、ストレートミュートより更に「こもった」音を得ることができ、ジャズで広く用いられる。
- ハーモンミュート

ハーモンミュートは米ハーモン社が開発した商標名であり、「ワーワーミュート」「ワウワウミュート」などとも呼ばれる。中の「ステム」を抜くことでさらに音色に変化が生まれる。「ステム」に手をかざす奏法もよく用いられる。最も有名な用例は「吉本新喜劇のテーマ（Somebody Stole My Gal）」であろう。
- プランジャーミュート

ベルの前にかざして音色を変えるもので、いわゆる「ゴムスッポン」やカップ麺の容器などを用いることもある。最も有名な用例は「笑点のテーマ」であろう。
- バケットミュート

大きなストレートミュートの先端に消音材を詰めたもの。
その他、ホルンで用いるゲシュトップミュートや、ベルに布を被せる手法なども用いられることがある。

### 音域
通常用いられる音域は、中央ハの下のファ♯から上二線ド（実音でB♭またはC）であるが、楽曲によってはそれより上を要求されることが多い。
- 真島俊夫編曲の吹奏楽版『宝島』ではDが要求されている（下のDはオプション扱い）。
- R. シュトラウス作曲の『アルプス交響曲』ではDが要求されている。
- マーラー作曲の『交響曲第8番『千人の交響曲』』では、オプション扱いではあるがE♭が要求されている。
- 甲斐正人作曲の『はぐれ刑事純情派』のテーマ曲ではFが要求されている。

バロック時代から古典派の作品では更に高い音の使用例がある。
- J. S. バッハの『ブランデンブルク協奏曲第2番』ではGが要求されている。
- ミヒャエル・ハイドン（フランツ・ヨーゼフ・ハイドンの弟）の『トランペット協奏曲第1番ニ長調』ではA6が要求されている。緩徐楽章であることもあり、演奏は至難である。

奏者によっては更に上の音を演奏することが可能である。一方、ファ♯（B♭管の実音でE）より下の音域は「ペダルトーン奏法」により出すことができるが、練習目的を除き、楽曲での使用例は少ない。クラシック楽曲で見られるものは、主に長管トランペットやナチュラルトランペットの低次倍音の使用例である。E♭は現代の楽器でもなんとか演奏できるが、より低い音の演奏は、現代のトランペットでは困難である。
- ジョルジュ・ビゼー作曲の歌劇『カルメン』第一幕の前奏曲ではE♭が要求されているが、これはA管コルネットの最低音を使用している例である。
- R. シュトラウス作曲の『英雄の生涯』ではE♭が要求されている。
- メンデルスゾーン作曲の『交響曲第5番』ではDが要求されている。
- モーツァルト作曲の『交響曲第41番『ジュピター』』ではCが要求されている。

### 特殊奏法
特に現代曲で用いられる特殊奏法のうち、広く用いられるものについて記す。
- フラッタータンギング

スペイン語の「R」の巻き舌発音（江戸っ子の巻き舌に近い）で演奏すると、音色に細かい振動が加わって「るるるるる」という音になる。
- グロウルタンギング

フランス語の喉の奥で発音する「R」で演奏すると「ぐるるるる」という音になる。フラッターと区別しにくい場合が多い。
- グリッサンド

半音程度のグリッサンドは口の中の圧力などを変えて演奏する。より幅の広いグリッサンドはバルブを半分だけ押して演奏することが多い。擬音で「馬の鳴き声」を要求されたときもこれを用いる（ハーフバルブともいう）。
- バルブトレモロ

同じ音を違う指遣いでトリルのように演奏する（例えば、真ん中のソを「0」→「1-3」）と、細かく刻むような効果を得る。これをトレモロとして用いることがある。
- シェイク

比較的高い音域で、指遣いを変えずにリップスラーでトリルを掛けると得ることができる。「リップトリル」とも呼ぶ。

## 著名な奏者
クラシック
ジャズ
その他
- ニニ・ロッソ
- メイナード・ファーガソン
- 桑野信義
- 数原晋
- エリック宮城
  - 杉木峯夫
  - 金石幸夫
  - 北村源三
  - 津堅直弘
  - 田宮堅二
  - 武内安幸
  - 市川和彦
  - 守岡未央
  - 福田善亮
  - 伊藤駿
  - 篠崎孝
  - 松野美樹
  - 白水大介
  - 丸山研也
  - 佐藤友記
  - 増本辰馬
  - 井川明彦
  - 瀬戸口茜
  - 川田修一
  - 内藤知祐
  - 飛田菜摘
- NARGO（東京スカパラダイスオーケストラ）
- 横山裕（SUPER EIGHT）

## 主なメーカー
- 日本
  - ヤマハ
- アメリカ
  - Vincent Bach（ヴィンセント・バック）
  - レノルド・シルキー
  - Calicchio（カリキオ）
  - KING（キング）
  - Benge（ベンジ）
  - Holton（ホルトン）
  - GETZEN（ゲッツェン）
  - Brasspire
- スペイン
  - Stomvi（ストンビ）
- イギリス
  - BESSON（ベッソン）
- ドイツ
  - B&S（ビーアンドエス）
  - Monke（モンケ）
  - Berndt C. Meyer（マイヤー）
  - K&H（キューンルアンドホイヤー）
- オーストリア
  - Lechner（レヒナー）
  - Schagerl（シャーゲル）
- ルクセンブルク
  - BSC（ブラスサウンドクリエーション）
- スイス
  - INDERBINEN（インダービネン）
- 台湾
  - JUPITER（ジュピター）
  - XO（エックスオー）
  - Marcato（マルカート）

## 教則本
ジャン＝バティスト・アルバン（アーバン）による「アーバン金管教則本」が古くから標準的な教則本として用いられてきた。日本では以前はゴールドマン・スミス編の３巻本（エチュード、小曲と独奏曲、独奏曲のピアノ伴奏譜、いわゆる黄本）が用いられてきたが、2009年にアーバンの初版を元にした、曽我部清典による校訂版が全音楽譜出版社から出版されている。
- J.B.アーバン著、曽我部清典校訂 『アーバン金管教則本』 ISBN 978-4-11-549502-9

「性格的練習曲」と「12の幻想曲とアリア」も同様に全音楽譜出版社から出版されている。
- J.B.アーバン著、曽我部清典校訂『14の性格的練習曲』ISBN 978-4-11-548802-1
- J.B.アーバン著、曽我部清典校訂／新垣隆ピアノ伴奏校訂･補作『12の幻想曲とアリア』ISBN 978-4-11-549009-3

トランペットを最初に持つ学生の教則本として古くから用いられているものとしては、中山冨士雄によるものが挙げられる。
- 中山冨士雄著　全音吹奏楽器教本（5）『トランペット・コルネット教則本』ISBN 978-4-11-548050-6

その他、H.L.クラーク、G.コプラッシュ、J.スタンプ、C.コリン、T.シャルリエによるもの等が中級以上の教則本・練習曲の定番として挙げられる。なお、G.コプラッシュによる『60のエチュード』は出版社による違いが大きいため、レッスンに用いる際は注意が必要である。